# Grammomys ibeanus
Il ratto di boscaglia del Ruwenzori (Grammomys ibeanus  Osgood, 1910) è un roditore della famiglia dei Muridi diffuso nell'Africa orientale.

## Descrizione
Roditore di piccole dimensioni, con la lunghezza della testa e del corpo tra 100 e 126 mm, la lunghezza della coda tra 127 e 203 mm, la lunghezza del piede tra 21 e 26,2 mm, la lunghezza delle orecchie tra 16 e 22 mm e un peso fino a 58 g.

Il colore delle parti superiori e del dorso delle zampe è scuro ed opaco. Le parti ventrali sono bianche. La coda è più lunga della testa e del corpo.

## Biologia

### Comportamento
È una specie arboricola e notturna.

## Distribuzione e habitat
Questa specie è diffuso in alcune zone del Sudan del Sud meridionale, Uganda settentrionale e centro-orientale, Kenya centro-occidentale, centrale e centro-meridionale, Tanzania centro-settentrionale e centro-meridionale, Zambia orientale e Malawi.
Vive nelle foreste umide montane sempreverdi e nelle boscaglie d'altura tra 1.900 e 3.600 metri di altitudine.

## Conservazione
La IUCN Red List, considerato il vasto areale e la popolazione numerosa, classifica G.ibeanus come specie a rischio minimo (Least Concern).